# دایسوکه سوزوکی
دایسوکه سوزوکی (ژاپنی: 鈴木 大輔؛ زادهٔ ۲۹ ژانویهٔ ۱۹۹۰) یک بازیکن فوتبال اهل ژاپن است. وی در تیم ملی فوتبال ژاپن بازی کرده است.